# 当麻清雄
当麻 清雄（たいま の きよお）は、平安時代初期から前期にかけての貴族。姓は真人。従五位下・当麻吉島の孫で、正六位上・当麻治田麻呂の子。官位は従四位下・伊予権守。

## 経歴
左京の出身。清雄の姉は嵯峨天皇の代に女孺を務めていたが、天皇の寵愛を受け源潔姫・源全姫の2皇女を産む。のちに潔姫は藤原良房の正室となって藤原明子（文徳天皇女御のち太皇太后）を産み、明子所生の惟仁親王（清和天皇）即位に伴い、清雄も俄に昇進を遂げた。
仁明朝の承和4年（837年）織部佑に任ぜられたのち、安芸掾・諸陵助を歴任する。
文徳朝に入って惟仁親王の立太子ののち、仁寿3年（853年）59歳にしてようやく従五位下に叙爵する。天安元年（857年）図書頭に任ぜられる。清和朝に入ると、貞観元年（859年）従五位上、貞観6年（864年）正五位下、貞観8年（866年）従四位下と急速に昇進した。またこの間、伊賀守・伊予権守と主に地方官を歴任している。貞観11年（870年）12月7日卒去。享年76。最終官位は従四位下行伊予権守。

## 官歴
『六国史』による。
- 承和4年（837年） 日付不詳：織部佑
- 時期不詳：正六位上。安芸掾。諸陵助
- 仁寿3年（853年） 正月7日：従五位下
- 天安元年（857年） 4月19日：図書頭
- 貞観元年（859年） 2月13日：諸陵頭。4月9日：図書頭。11月19日：従五位上
- 貞観2年（860年） 正月16日：伊賀守
- 貞観6年（864年） 正月7日：正五位下
- 貞観8年（866年） 正月7日：従四位下
- 時期不詳：伊予権守
- 貞観11年（870年） 12月7日：卒去（従四位下行伊予権守）

## 系譜
- 父：当麻治田麻呂[1]
- 母：不詳
- 妻：不詳
  - 女子：藤原常行室[2]